# Интерфакс
«Интерфа́кс» — информационное агентство, одно из трёх ведущих (наряду с государственными ТАСС и РИА Новости) агентств России, и крупнейшая в странах СНГ информационная группа, объединяющая более трёх десятков компаний — сеть национальных, региональных и отраслевых агентств. «Интерфакс» стало одним из первых в СССР независимых новостных агентств.

## История

### Идея
Идея создания информационного агентства возникла в 1987 году у группы журналистов во главе с Михаилом Комиссаром, работавших в иновещании Гостелерадио СССР. В их штатные обязанности входило формирование бюллетеней новостей, которые каждый час распространялись в эфире на разных языках на весь мир.
Из-за цензуры журналистам приходилось о многом умалчивать, между тем они понимали, что эта не попадавшая на официальные ленты информация была бы востребована, в том числе на коммерческой основе. Поскольку нельзя было обойти контроль в рамках самого Гостелерадио, была придумана модель свободной от формальной бюрократии дочерней автономной структуры (поначалу — с июля по сентябрь 1989 года — без образования юрлица).
Идея распространять новостные бюллетени посредством факсов родилась из попавшейся на глаза Михаилу Комиссару статьи «Новые технологии. Телефакс» в научно-популярном журнале «Наука и жизнь». Само название — «Интерфакс» — стало производным от этой модели распространения, которая позволила обойти тогдашнюю монополию ТАСС на его обширную сеть телетайпов.
Агентство «Интерфакс» предоставляло клиентам недорогие факс-аппараты в аренду и одновременно подписывало их на получение пакета своих информационных продуктов. Плата за подписку составляла $17 в месяц. Таким образом, через 3—4 месяца набралось около ста первых подписчиков бюллетеней агентства, выходивших на русском и английском языках.

### Запуск
Юридически «Интерфакс» было учреждено с уставным капиталом в 440 тыс. руб. в сентябре 1989 года Главной редакцией информации «Московского радио» Гостелерадио СССР и советско-франко-итальянским СП «Интерквадро». Спустя год было основано СМИ под тем же названием и перерегистрировано как товарищество с ограниченной ответственностью (ТОО) с уставным капиталом 61 тыс. рублей, состоявшим из взносов 10 учредителей.
В то время «Интерфакс» умещалось в единственной комнате площадью 30 м² на 7-м этаже здания Гостелерадио (Дом радио) на Пятницкой улице, 25. В этой комнате находилось шесть-семь столов, несколько факсов и компьютеров без подключения в Сеть. Компьютеры использовались лишь как пишущие машинки. Тогдашний штат агентства — около 30 сотрудников, включая техперсонал. Говоря об его истории агентства, его глава Михаил Комиссар в интервью британской газете The Guardian констатировал:

Мы появились в нужное время в нужном месте и у нас были нужные люди.

В начале 1990 года на «Интерфакс» стали ссылаться первые иностранные СМИ. Как следствие, к середине года начались идеологические разногласия руководства агентства с партийными кураторами Гостелерадио (в частности, Егором Лигачёвым, Леонидом Кравченко и др.) и проблемы. В январе 1991 года на коллегии Гостелерадио был рассмотрен вопрос «о вредительской и антипартийной деятельности „Интерфакса“ и его руководителя М. Комиссара». По итогам заседания Гостелерадио СССР и, позже, СП «Интерквадро» вышли из состава учредителей агентства, последнее было выселено из казённого помещения, на его имущество был наложен арест (в тот же день арест был снят, а имущество разделено по договорённости).
Таким образом «Интерфакс» потеряло доступ к широкой корреспондентской сети Гостелерадио, а также лишился возможности использовать факсы с телефонных номеров в его здании, что затруднило процесс передачи клиентам свежей информации. Однако команда ставшего полностью частным и на время переехавшего в здания Научно-промышленного союза (предшественника РСПП) и Верховного Совета РСФСР агентства достаточно быстро восстановила свой обычный режим работы и не растеряла клиентуру.
В частности, для доставки информации в электронном виде зарубежным подписчикам стала использоваться глобальная сеть SprintNet (которая оставалась в рабочем состоянии и во время августовского путча 1991 года, в отличие от отключённой ГКЧП международной телефонной связи).

### Развитие
В первые пять лет своего существования «Интерфакс» развивался, делая упор на общественно-политические новости. Но со временем стало понятно, что новостные приоритеты должны смещаться в сторону экономики и финансов: в этой сфере потенциальной клиентуры попросту больше и она богаче. Агентство взяло за образец модель Reuters, когда политическая информация формирует имидж и бренд, помогает продвижению структуры в обществе, а основные деньги зарабатываются на финансовой информации.

#### 1990-е

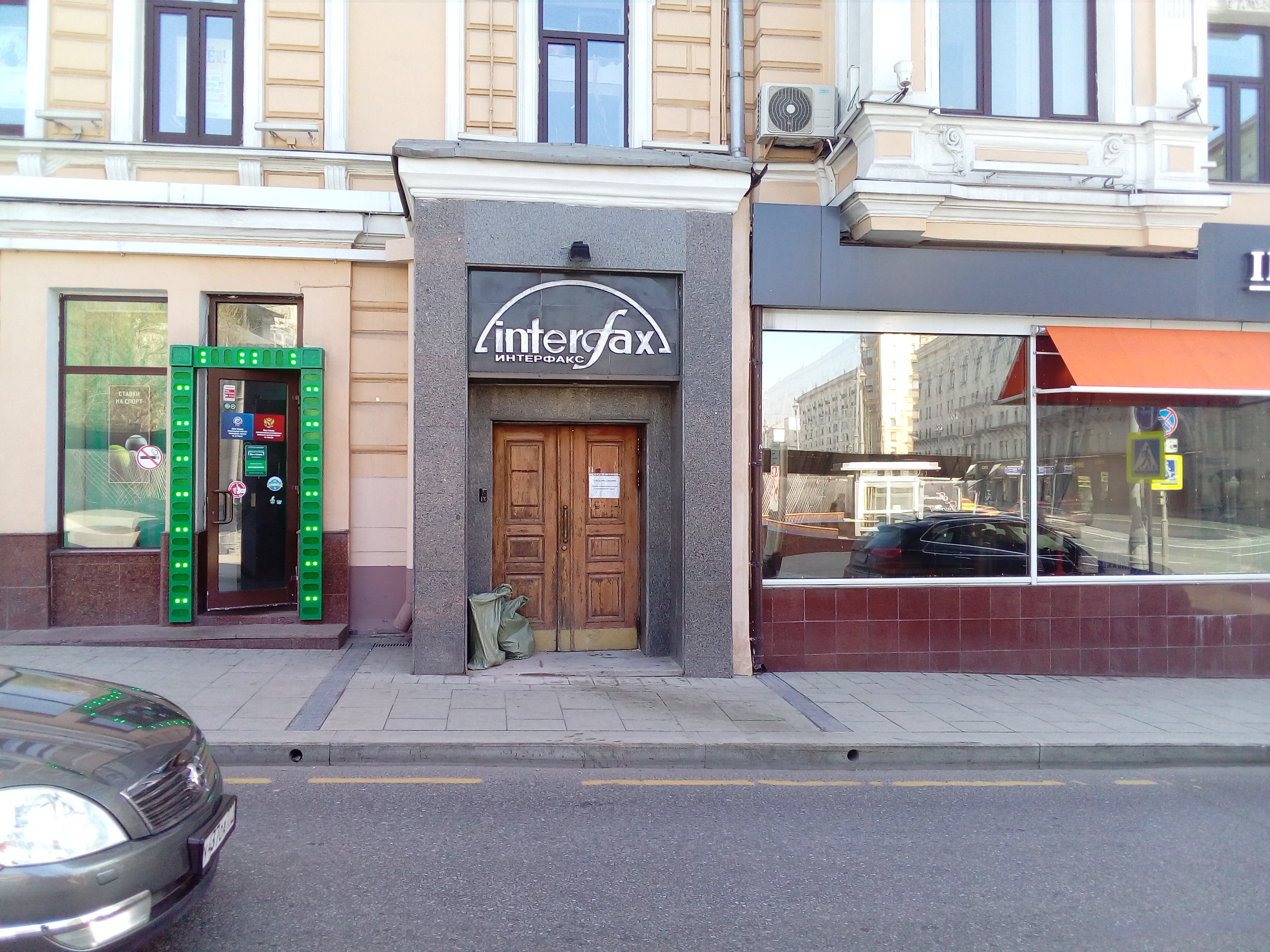
Вход в офис агентства с Оружейного переулка (2018)

Как следствие, помимо политических новостей «Интерфакс» начал выпуск Soviet Business Report, первого в Советском Союзе периодического издания о бизнесе. Затем появились отраслевые издания: по металлургии, по финансам, по банкам, по ТЭКу и др.
В феврале 1991 года «Интерфакс» подписал свой первый крупный международный договор — контракт с агентством Киодо Цусин о распространении в Японии. В июле того же года в Денвере (штат Колорадо, США) была зарегистрирована компания Interfax-US с целью продвижения информационных изданий «Интерфакса» в Америке. В марте 1992 года было подписано соглашение с Dow Jones Telerate о взаимном распространении лент. Тогда же было создано дочернее агентство «Интерфакс-Украина», а в апреле в Лондоне образована компания Interfax Europe.
В июле 1993 года немецкая компания Interfax Deutschland GmbH (Франкфурт-на-Майне) приступила к продаже информационных продуктов группы в немецкоязычных странах. В ноябре было создано агентство «Интерфакс-Запад» со штаб-квартирой в Минске (Белоруссия), а в октябре 1994 года — «Интерфакс-Евразия», специализировавшееся на новостях из российских регионов. В сентябре 1995 года было подписано соглашение с Bloomberg о распространении новостей. В октябре «Интерфакс» опубликовал первый рэнкинг крупнейших банков России «Интерфакс-100».
В октябре 1996 года было учреждено информационное агентство «Интерфакс-Казахстан». В ноябре 1997 года новости «Интерфакса» стали транслироваться в торговой системе Фондовой биржи РТС, это был первый в России опыт интеграции новостных потоков в биржевую систему. В марте 1998 года приступила к работе компания Interfax News Services Ltd. в Гонконге. В июле индекс «РТС-Интерфакс» был признан Федеральной комиссией по рынку ценных бумаг России (ФКЦБ) официальным индикатором российского фондового рынка.
В марте 1999 года «Интерфакс» совместно с Московской межбанковской валютной биржей (ММВБ) запустил информационный проект «ЭФиР» (экономика, финансы и рынки). В апреле того же года был подписан договор о сотрудничестве с Reuters, согласно которому новости «Интерфакса» появились на терминалах этого агентства в режиме реального времени. Тогда же «Интерфакс» вошёл в топ-50 наиболее часто цитируемых мировых источников базы Reuters Business Briefing, объединяющей около 4 тыс. СМИ, и занял 1-е место по запросам клиентов Reuters среди российских источников информации.

#### 2000-е

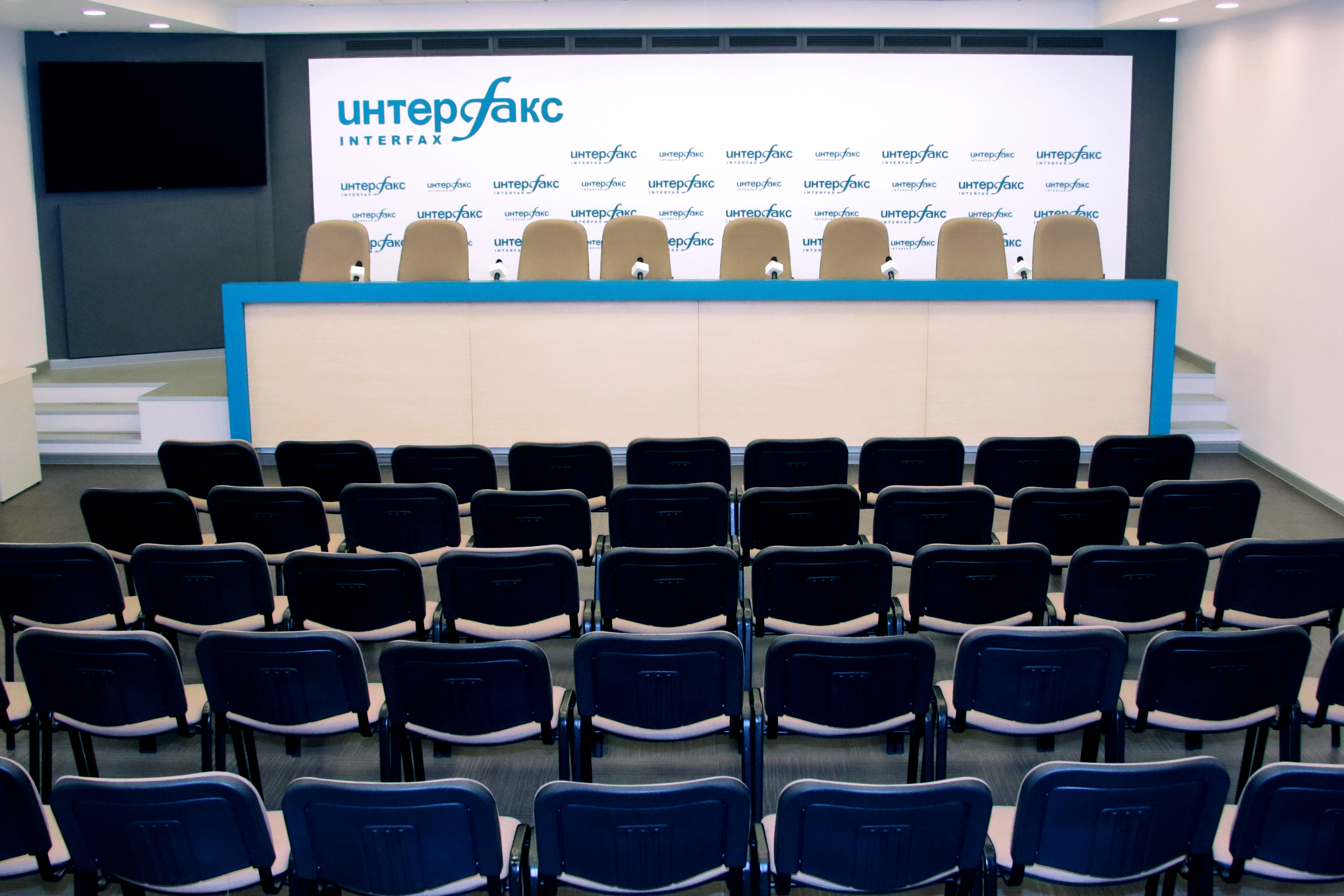
Пресс-центр «Интерфакса» в Москве (2016)

Логотип агентства, использовавшийся до 17 апреля 2019 года

В январе 2000 года был подписан договор о сотрудничестве с крупнейшим испаноязычным информационным агентством EFE, в апреле — с компанией Factiva, аналитическим подразделением Dow Jones. В марте 2001 года Business Wire стал партнёром «Интерфакса» в России. В апреле агентство «Интерфакс» победило в тендере Федеральной комиссии по рынку ценных бумаг и стало уполномоченной организацией ФКЦБ по раскрытию информации о компаниях-эмитентах. В октябре было подписано соглашение с Moody’s Investors Service о стратегическом сотрудничестве.
В мае 2002 года индексное агентство «РТС-Интерфакс» получило статус «локального корреспондента» Standard & Poor’s по России. В октябре было создано агентство «Интерфакс-Азербайджан». В июне 2002 года Moody`s объявило о подписании соглашения о покупке около 20 % акций рейтингового агентства «Интерфакс», эта сделка была завершена в ноябре 2003 года, а в июне 2004 года Moody`s увеличило свою долю до контрольного пакета акций и рейтинговое агентство «Интерфакс» было переименовано в Moody`s Interfax Rating Agency. В феврале 2013 года в целях оптимизации структуры группы было закрыто представительство на Украине.

### Система «СПАРК»
В ноябре 2003 года стартовала работа Центра раскрытия корпоративной информации о компаниях-эмитентах e-disclosure. В феврале 2004 года был запущен ещё один из наиболее известных продуктов «Интерфакса» — «СПАРК» («система профессионального анализа рынков и компаний»). В сентябре бюро кредитных историй Experian и «Интерфакс» объявили о создании в России бюро «Экспириан-Интерфакс» на паритетных началах, в апреле 2005 года оно приступило к работе.
В апреле-мае 2007 года «Интерфакс» выкупил 90 % акций интернет-информагентства «Финмаркет», экспертные источники газеты «Коммерсантъ» оценили эту сделку в $3 млн. В октябре 2007 года «Интерфакс» запустил Систему комплексного анализа новостей СКАН, основанную на мониторинге электронных архивов СМИ. В мае 2008 года агентство и Dun & Bradstreet объявили о создании «Интерфакс — Ди энд Би», совместного предприятия в России. С сентября новости «Интерфакса» стали доступны в информационно-торговой системе CQG.
В ноябре 2009 года был подписан договор о стратегическом сотрудничестве с французской Altares — D&B. В декабре Сбербанк России, Experian и «Интерфакс» создали Объединённое кредитное бюро на базе «Экспириан-Интерфакс» и «Инфокредита». В декабре 2012 года была запущена информационно-аналитическая система «СПАРК-Маркетинг» для анализа рынков. В феврале 2015 года было подписано соглашение о сотрудничестве со Счётной палатой России, системы СПАРК и «СПАРК-Маркетинг» стали ей использоваться для контроля госзакупок[значимость факта?]. В апреле 2016 года запущен совместно с Национальным расчётным депозитарием сервис RU DATA[значимость факта?]. В июле 2016 года «Интерфакс» и компания «1С» запустили совместный сервис по проверке контрагентов[значимость факта?].

## Конкуренция
Михаил Комиссар указывает, что коммерчески востребованное информационное агентство должно находить оптимальный баланс двух трудносочетаемых качеств — оперативности и достоверности своих новостей, причём второе для журналистских стандартов «Интерфакса» важнее, так как он специализируется на сегменте b2b:

Интерес к информации появляется у компании только от среднего и, скажем так, высокого уровня. Для этих компаний самое главное не просто текст, не просто какая-то информация; для них самое главное — быть уверенным, что эта информация тщательно проверена, что она профессионально подготовлена и что там не может быть ни случайной ошибки, ни специальной ошибки, ни умышленной дезинформации, ни какой-то манипуляции.

В «Интерфаксе» признают, что на их ленты попадает лишь часть того объёма информации, который они получают, поскольку не каждый факт находит подтверждение. Особенно это касается горячих новостей. Тем не менее, именно это агентство первым в мире сообщило о попытке государственного переворота в СССР в 1991 году. Оно же первым передало информацию о программе Шаталина — Явлинского «500 дней» в сентябре 1990 года, о распаде СССР и о создании СНГ в декабре 1991 года, о выводе российских стратегических ракет с территории Украины и Белоруссии и др.
Находясь на переднем крае происходящих событий, сотрудники агентства порой вынуждены принимать в них участие непосредственно. Так, в 1993 году в ходе октябрьского расстрела Дома Советов именно через первого замгендиректора группы «Интерфакс» Вячеслава Терехова, передававшего эксклюзивную информацию в своё агентство, шли переговоры о сдаче между находившимися в Белом доме сторонниками Съезда народных депутатов и Верховного Совета РСФСР и ельцинским правительством Черномырдина. Тогда вице-президент России Александр Руцкой вручил Терехову белый флаг, сделав последнего парламентёром, так как его одинаково хорошо знали как «нейтрала» обе стороны конфликта. Правда, от гибели Вячеслава тогда спасла лишь случайность.
Своими основными конкурентами в России в секторе политической информации в «Интерфаксе» видят РИА «Новости» и ТАСС, а на рынке финансово-экономической информации — Reuters и Bloomberg. Причём такая ситуация, когда локальное агентство на равных контролирует местное информационное пространство и конкурирует с глобальными игроками, в мире редка.
Согласно данным исследования Factiva, полученным путём анализа публикаций новостных и бизнес-СМИ 200 стран мира, по состоянию на середину 2014 года по цитируемости на новостных лентах Dow Jones & Company «Интерфакс» опережал ТАСС в 20 раз, а РИА «Новости» почти в 14 раз. По цитируемости немецким агентством DPA-AFX «Интерфакс» превосходил РИА «Новости» в 14 раз, а ТАСС почти в 6 раз, количество ссылок на «Интерфакс» на ресурсах Би-би-си было больше ссылок на РИА «Новости» вдвое, а ТАСС в 39 раз. В газетах Великобритании на «Интерфакс» ссылались вчетверо чаще, чем на конкурирующие российские агентства, в СМИ Германии «Интерфакс» был представлен втрое чаще ТАССа и в 10 раз чаще РИА «Новостей».

## Группа
В группе «Интерфакса» работает 1 тыс. сотрудников, выпускающих 120 информационных продуктов на русском, английском, немецком, казахском и азербайджанском языках.
Ежедневно агентство и его подразделения публикуют свыше 4 тыс. новостей, обладает крупнейшей региональной корреспондентской сетью среди российских агентств, входит в десятку самых цитируемых международных медиа и в тройку самых цитируемых СМИ в социальных сетях в России.
В период 2000—2005 годов прибыль группы росла на 10—15 % ежегодно, в 2007 году выручка оценивалась в сумму около $60 млн.
По состоянию на 2018 год в международную группу «Интерфакс» входили около 40 компаний, которые собирают и распространяют информацию во всех странах, образовавшихся на территории СССР, а также продают ее по всему миру через компании в США, Великобритании, Германии и Китае. 75 процентов выручки приносили информационные сервисы, консолидирующие контент и IT.
Помимо головного информационного агентства, группа объединяет подразделения, находящиеся во всех федеральных округах России и всех республиках бывшего СССР, действуют отделения в Денвере (США), Лондоне, Франкфурте (ФРГ), Гонконге. Обладает сетью из 29 пресс-центров в основных городах России, а также в Алма-Ате и Баку. Некоторые отраслевые субагентства: «Финмаркет», RusBonds (рынок облигаций), «Интерфакс-Религия», «Интерфакс-Недвижимость», «Интерфакс-ЦЭА» (центр экономического анализа), «Интерфакс-ЭРА» (эколого-энергетическое рейтинговое агентство).
Среди других продуктов — «СПАРК» (база данных корпоративной информации), «АСТРА» (сервис автоматизации уведомлений и документации по контролируемым сделкам в области трансфертного ценообразования), «e-disclosure» (центр раскрытия информации компаний-эмитентов на финансовых рынках).
Совместно с Moody’s в 2004 году было создано рейтинговое агентство Moody’s-Interfax (закрыто в 2016 году), совместно с Experian и Сбербанком — Объединённое кредитное бюро (у «Интерфакса» 25 % акций), совместно с Dun & Bradstreet — информационная база Interfax D&B.

## Собственники и руководство

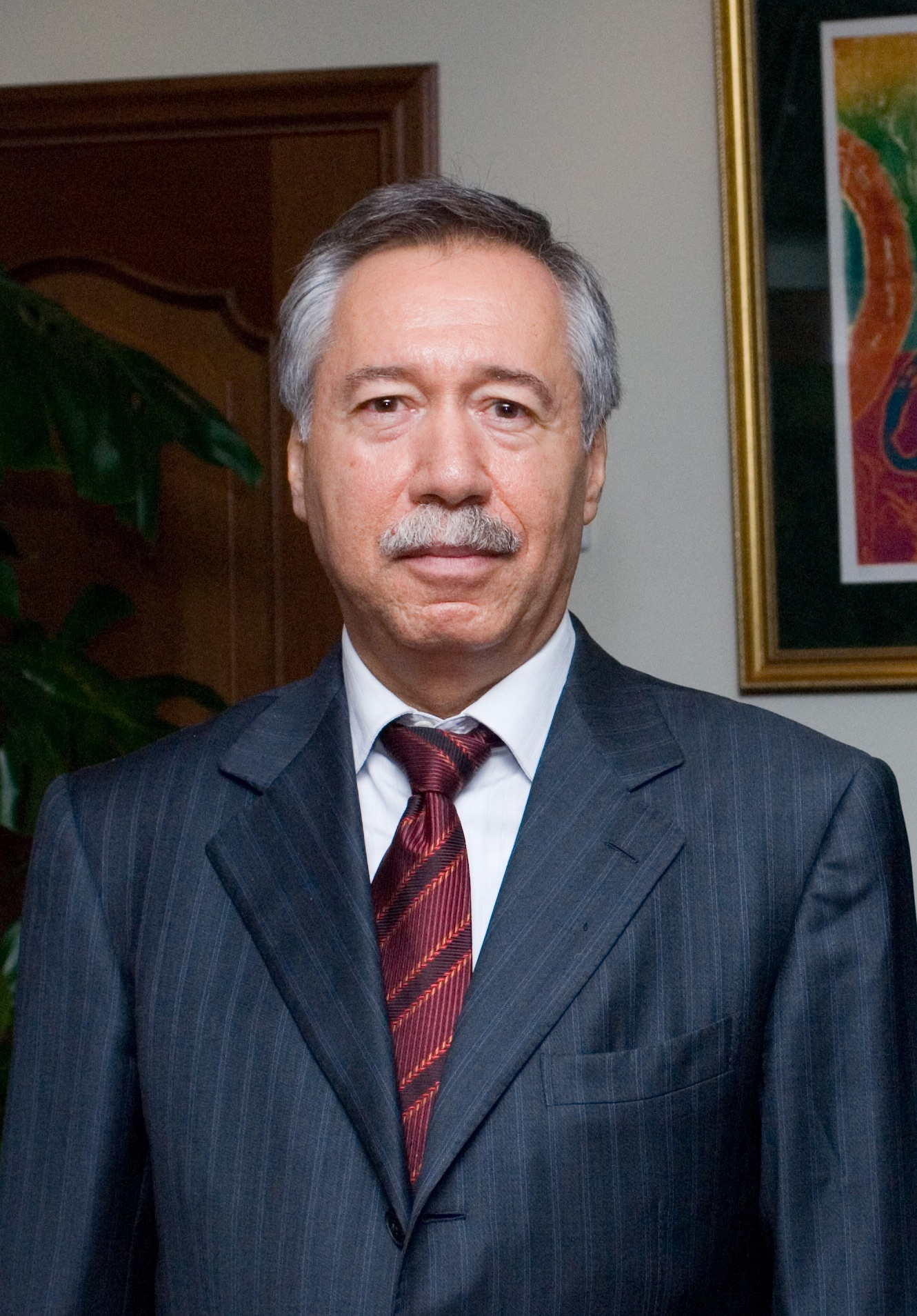
Михаил Комиссар

Согласно сведениям ЕГРЮЛ, структура собственности «Интерфакса» закольцована: 99,85 % акций АО «Интерфакс» принадлежат АО «Информационное агентство „Интерфакс“», 99 % которого, в свою очередь, принадлежат АО «Интерфакс» — таким образом реальным бенефициаром является топ-менеджмент. Оба юридических лица зарегистрированы в январе 2003 года по адресу: Россия, Москва, 1-я Тверская-Ямская ул., дом 2, строение 1. По состоянию на июнь 1998 года, акции АО «Интерфакс» были распределены между Михаилом Комиссаром (50 %, председатель совета директоров), Ренатом Абдуллиным, Андреем Мартыновым и Вячеславом Тереховым (по 16 %), Еленой Колесниковой (2 %). По данным «Ведомостей», в январе 2012 года Комиссар и Терехов по-прежнему оставались в числе бенефициаров группы «Интерфакс».
Менеджмент:
- Михаил Комиссар — генеральный директор, председатель совета директоров;
- Вячеслав Терехов — первый заместитель генерального директора;
- Ренат Абдуллин — первый заместитель генерального директора;
- Алексей Горшков — заместитель генерального директора;
- Роман Лаба — заместитель генерального директора;
- Георгий Гулиа — исполнительный директор;
- Владимир Герасимов — исполнительный директор.

## Награды
- В 2009 году коллектив «Интерфакс» удостоен Благодарности Президента Российской Федерации[33].
- В 2014 и 2015 году агентство выигрывало «Премию Рунета» в категориях «компания года (СМИ)» и «культура, СМИ и массовые коммуникации» соответственно[34], в 2016 году «Премию Рунета» в категории «Экономика, бизнес и инвестиции» получил проект «СПАРК»[35].